# Matebian (Verwaltungsamt)
| \| \| |
|       |

|  |

Matebian ist ein osttimoresisches Verwaltungsamt (portugiesisch Posto Administrativo) in der Gemeinde Baucau. Der Verwaltungssitz liegt im Suco Laisorolai de Baixo. Matebian wurde am 1. Januar 2024 vom Verwaltungsamt Quelicai abgetrennt.

## Geographie
Das Verwaltungsamt Matebian liegt im Süden der Gemeinde Baucau. Im Westen grenzt es an das Verwaltungsamt Venilale, im Nordosten an das Verwaltungsamt Quelicai Antigo und im Süden an die Gemeinde Viqueque. Nah der Grenze zu Baguia liegt der Matebian (2316 m), der höchste Berg der Gemeinde Baucau und Namensgeber des Verwaltungsamtes. Matebian hat eine Fläche von 47,73 km² und teilt sich in die fünf Sucos Abo, Laisorolai de Baixo (Laisorulai de Baixo), Laisorolai de Cima (Laisorulai de Cima), Lelalai und Maluro.

Klimadaten
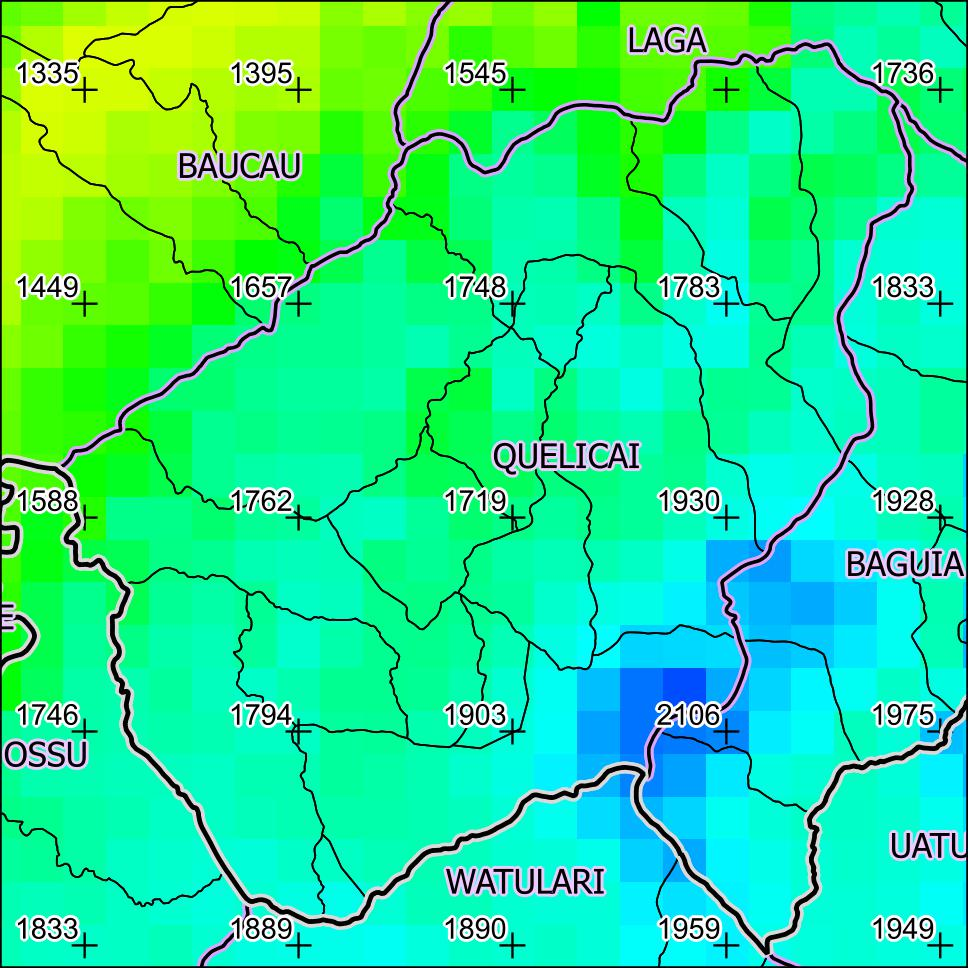
Jährliche Niederschlagsmenge (2000)
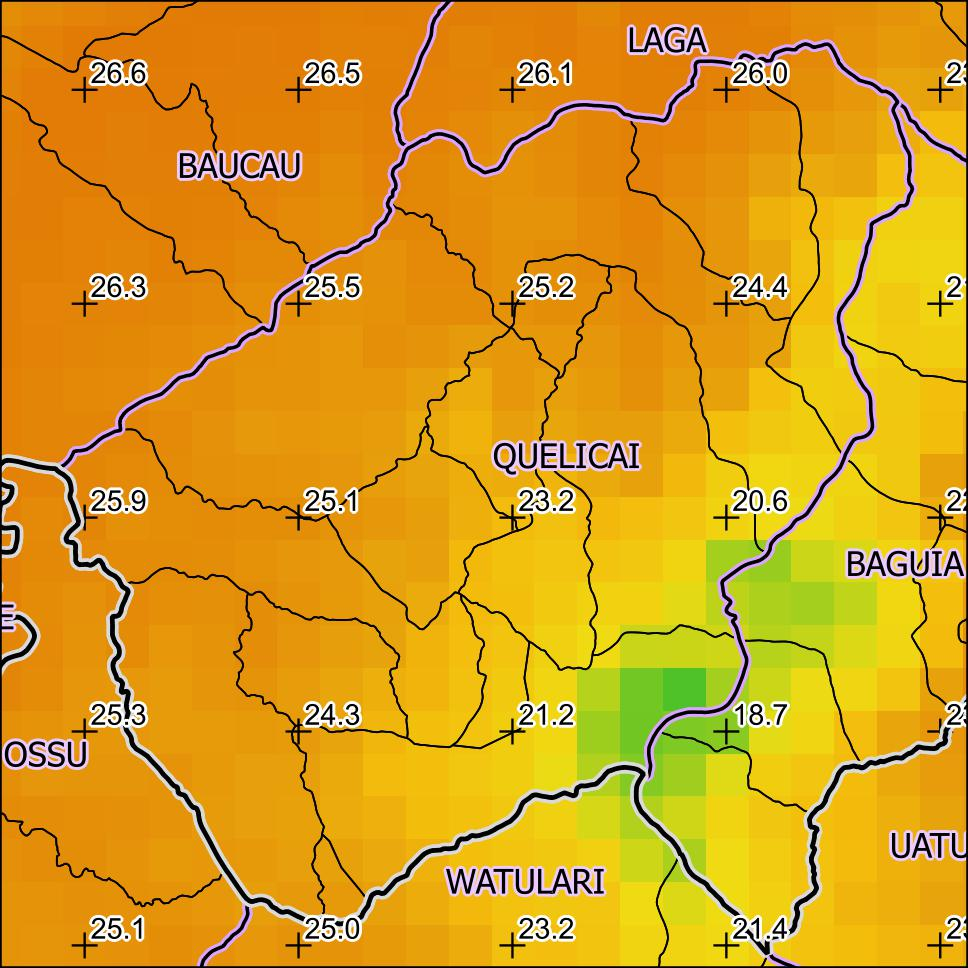
Jahresdurchschnitts-temperatur (2000)

## Einwohner

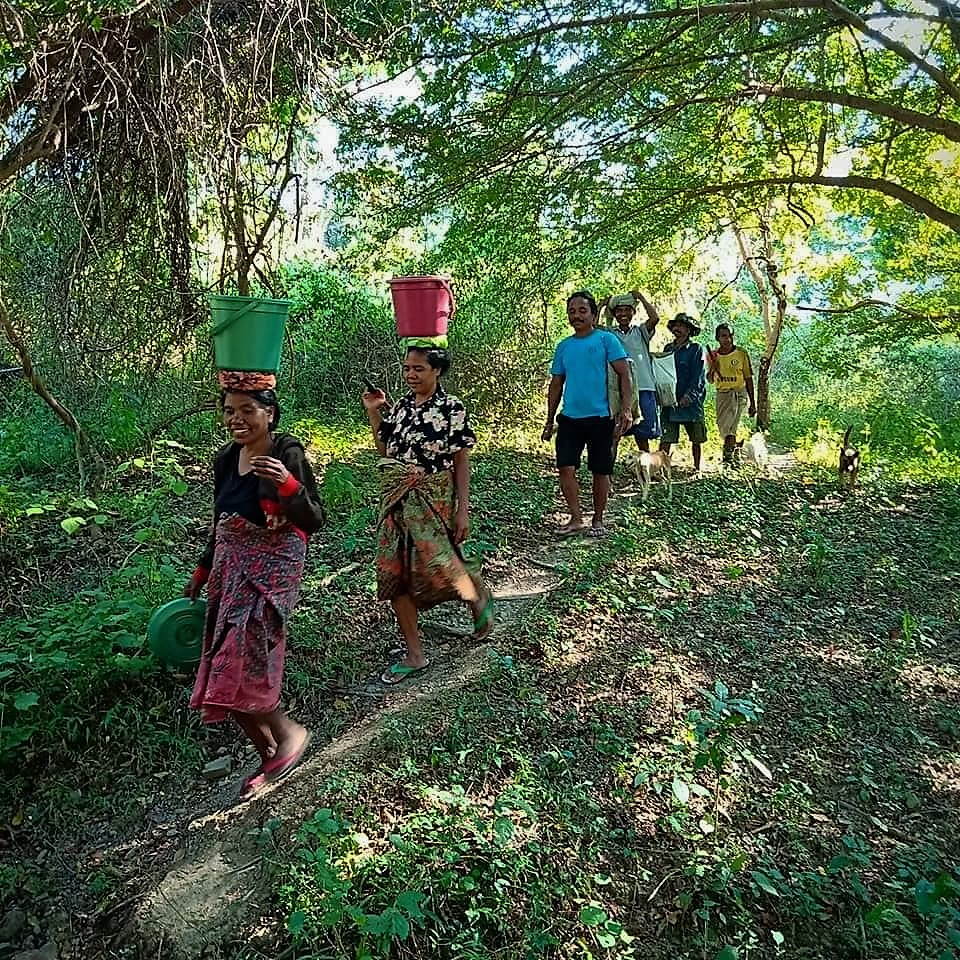
Im Suco Lelalai

Im Verwaltungsamt leben 4.921 Einwohner (2022) Die größte Sprachgruppe bilden die Sprecher der Nationalsprache Makasae.

## Geschichte

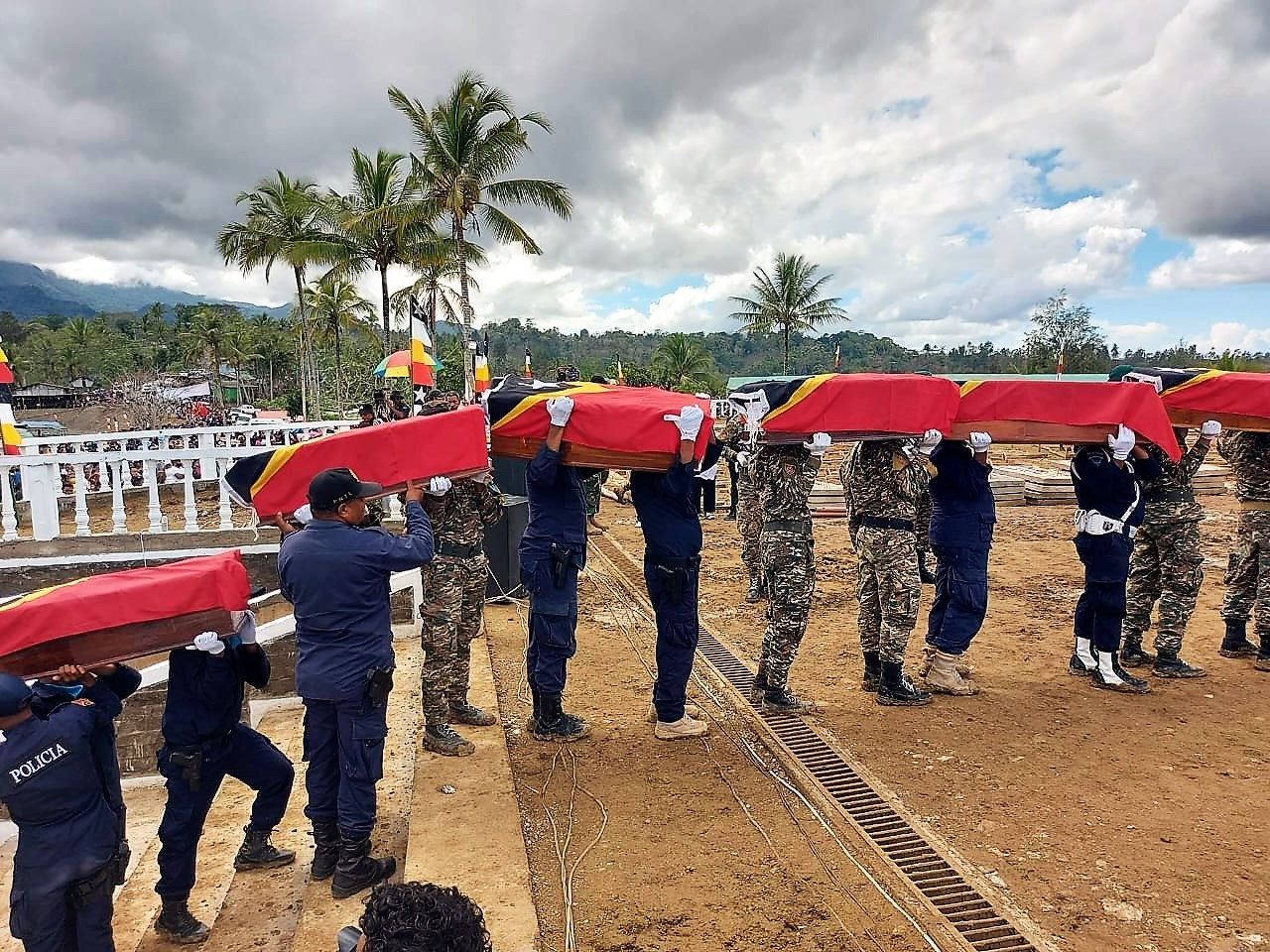
Beisetzung der sterblichen Überreste von 507 Personen auf dem Jardim dos Herois von Dubuai (Suco Lelalai)

Der Matebian und seine Umgebung waren das letzte große Widerstandszentrum der FALINTIL (base de apoio) gegen die Indonesier. Ab 1977 wurden evakuierte Zivilisten in neuen Dörfern um den Matebian nach ihrer Herkunft angesiedelt. Sie kamen aus Tequinaumata, Samalari, Bole Ha (Suco Soba), Guruça, Afaçá, Namanei, Benamauc, Camea und Fatuahi. Im Oktober 1978 begannen die indonesischen Angriffe auf die Basis. Am 22. November wurde die FALINTIL von den Invasoren überrannt. Noch heute kann man Höhlen besichtigen, die den Widerstandskämpfern als Unterschlupf dienten.
Nachdem Xanana Gusmão am 8. August 2007 infolge der Parlamentswahlen 2007 den Auftrag zur Regierungsbildung erhalten hatte, randalierten enttäuschte FRETILIN-Anhänger auch in Quelicai. 520 Menschen flohen aus ihren Häusern und versammelten sich am Berg Matebian.
Ende Juni/Anfang Juli 2011 verhaftete die Polizei in einer großangelegten Aktion im damaligen Subdistrikt Quelicai mehrere Dutzend Mitglieder einer Bande. 50 Personen wurden vor Gericht gestellt. Ihnen wurden Diebstähle und Vergewaltigungen, vor allem in Laisorolai und den benachbarten Sucos vorgeworfen.
Der erste Stein des Sitzes des Verwaltungsamtes Matebian wurde am 16. Juni 2023 in Laisorolai de Baixo gelegt.

## Politik
Der Administrator des Verwaltungsamts wird von der Zentralregierung in Dili ernannt. Am 13. Dezember 2024 wurde Domingos Pereira zum Administrator ernannt.

## Wirtschaft
Am Matebian befinden sich größere Mengen an Manganerzen.

## Persönlichkeiten
- Gabriela Alves (* 1961 in Laisorolai), Politikerin